# افی بریست
«افی بریست» (انگلیسی: Effi Briest) فیلمی در ژانر درام به کارگردانی راینر ورنر فاسبیندر است که در سال ۱۹۷۴ منتشر شد. از بازیگران آن می‌توان به هانا شیگولا، هاینز بوم، باربارا ولنتین، و راینر ورنر فاسبیندر اشاره کرد. این فیلم اقتباسی ادبی از رمان معروف تئودور فونتانه است.